# Route M06 (Ukraine)
La M06 est une route magistrale ukrainienne qui s'étend de la capitale Kiev, jusqu'à la frontière entre la Hongrie et l'Ukraine,.

## Description
Avec la M03, la M06 fait partie des routes européennes 40, 50, 85 et 95.
Elle fait aussi partie des corridors de transport paneuropéens III et V.
Elle est prolongée par la Route principale 4 en Hongrie.

## Tracé
| Route M06               |                   |                   |
| Km                      | Agglomérations    | Carte interactive |
| Oblast de Kiev          |                   |                   |
| 0 km                    | Kiev              |                   |
| Oblast de Jytomyr       |                   |                   |
| 103 km                  | Korostyshiv       |                   |
| 128 km                  | Jytomyr           |                   |
| 220 km                  | Zviahel           |                   |
| Oblast de Rivne         |                   |                   |
| 258 km                  | Korets            |                   |
| 322 km                  | Rivne             |                   |
| 374 km                  | Doubno            |                   |
| Oblast de Lviv          |                   |                   |
| 441 km                  | Brody             |                   |
| 530 km                  | Lviv              |                   |
| 612 km                  | Stryi             |                   |
| 651 km                  | Skole             |                   |
| Oblast de Transcarpatie |                   |                   |
| 744 km                  | Svaliava          |                   |
| 770 km                  | Mukachevo         |                   |
|                         | Uzhhorod          |                   |
| 821 km                  | Tchop / (Hongrie) |                   |

## Galerie

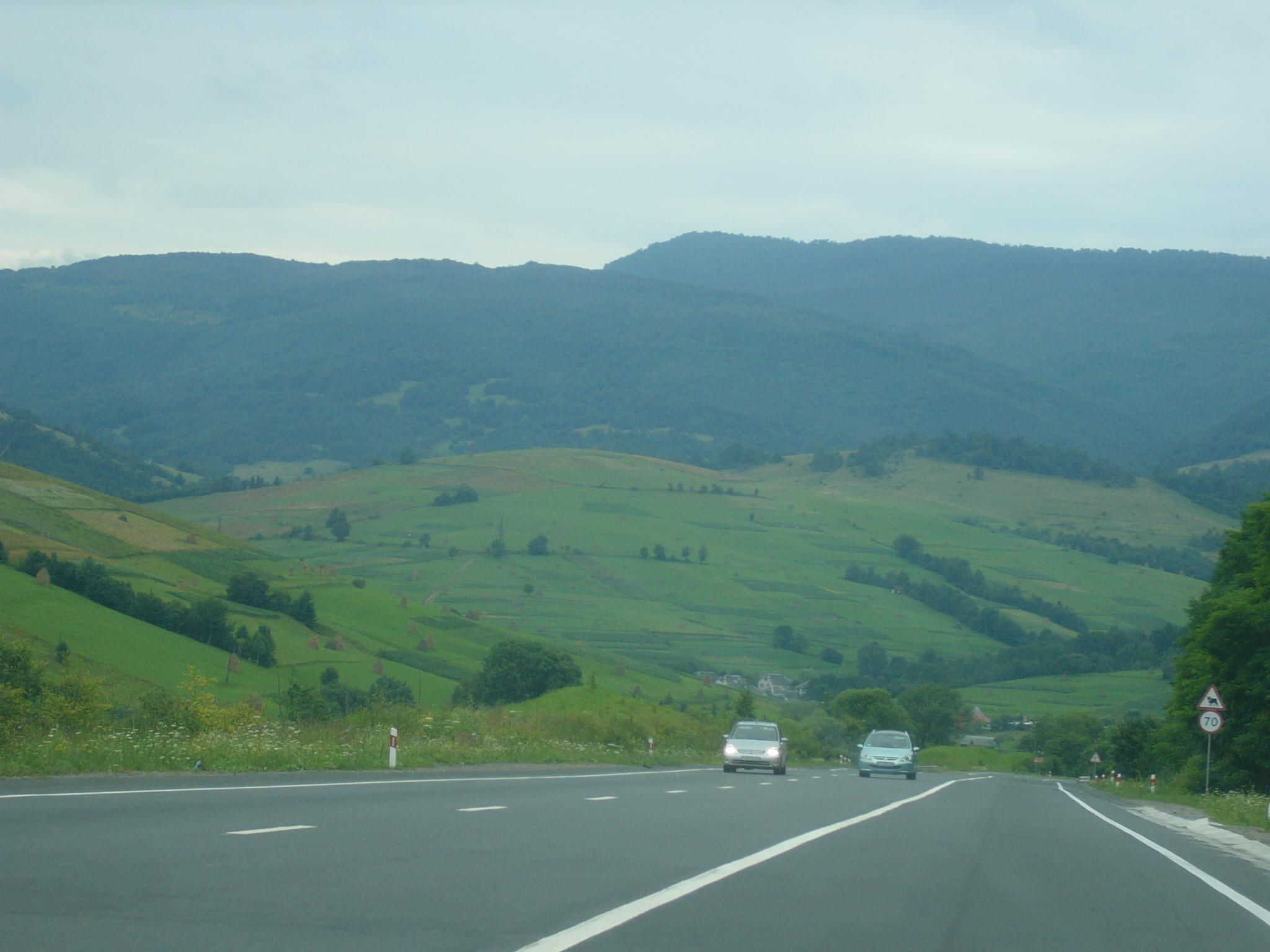
La M6 entre Skole et Svalyava.
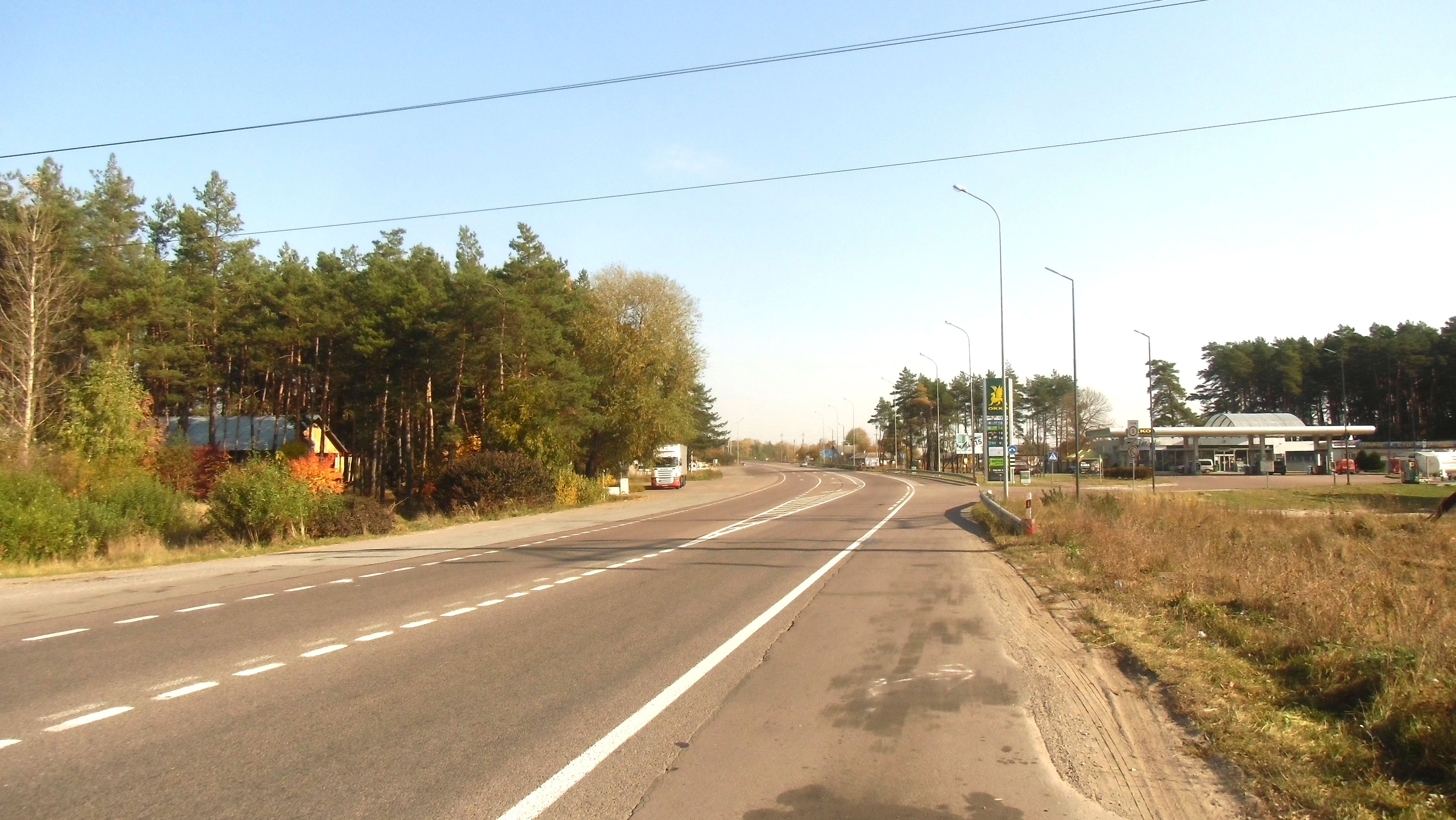
La M6 à Brody.
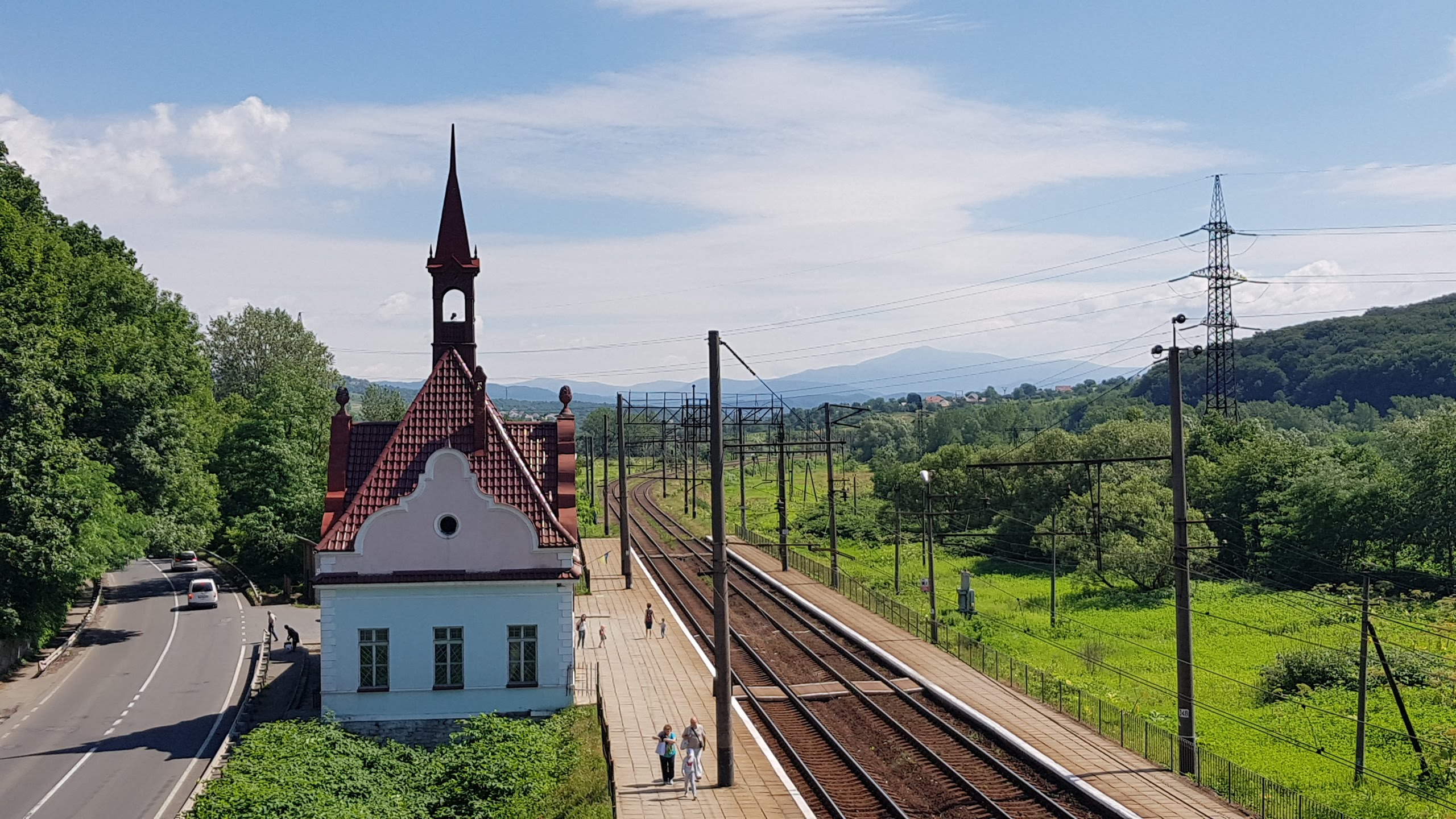
Près de la gare de Carpatie.